# Daniel García Sánchez
Daniel García Sánchez (Cortiguera, 29 de marzo de 1948) es un político y economista español, senador del Partido Socialista Obrero Español por la provincia de León en la IV legislatura (1989-1993).

## Biografía
Daniel García Sánchez, economista de formación, se afilió al PSOE durante la segunda mitad de la década de 1970, destacándose como un miembro activo de la agrupación socialista de la capital leonesa. Fue elegido senador en la IV legislatura (1989-1993) por su provincia natal.
El 20 de mayo de 1991, durante un mitin electoral en un salón de actos de Castrocontrigo, fue tiroteado tres veces por un desconocido desde el exterior del recinto, en presencia de unas sesenta personas. Los disparos, efectuados con un rifle, provocaron la ruptura de una ventana y causaron heridas leves en un oído a García Sánchez por el impacto de los cristales. El atacante no fue identificado.
En noviembre de 2023, anunció su baja como militante del PSOE, tras décadas de afiliación, en desacuerdo con la apoyo socialista a la aprobación de la ley de amnistía promovida por el gobierno de Pedro Sánchez. En una carta dirigida a José Antonio Diez Díaz, secretario de la Agrupación Local de León, expresó que consideraba la amnistía un "fraude de ley", ya que no estaba incluida en el programa electoral del PSOE, y afirmó su lealtad a la constitución española de 1978.